# 2145 Blaauw
2145 Blaauw eller 1976 UF är en asteroid i huvudbältet som upptäcktes den 24 oktober 1976 av den danske astronomen Richard West vid La Silla-observatoriet. Den är uppkallad efter Adriaan Blaauw.
Asteroiden har en diameter på ungefär 40 kilometer.